# 1318
Cette page concerne l'année 1318  du calendrier julien. Pour l'année 1318 av. J.-C., voir 1318 av. J.-C.
L'année 1318 est une année commune qui commence un dimanche.

## Événements
- 23 janvier. France. Le grand Conseil prononce l'affranchissement des serfs du domaine royal[1].
- 25 février[2] : ordonnance de Philippe V le Long mentionnant l'existence de la gabelle, un impôt sur le sel.
- 25 mars : les Doria et les Spinola, réconciliés dans leur exil, mettent le siège devant Gênes (fin le 5 février 1319)[3].
- 29 mars : début du règne de Go-Daigo Tenno (1288-1339), empereur du Japon.Avril : départ de Odoric de Pordenone

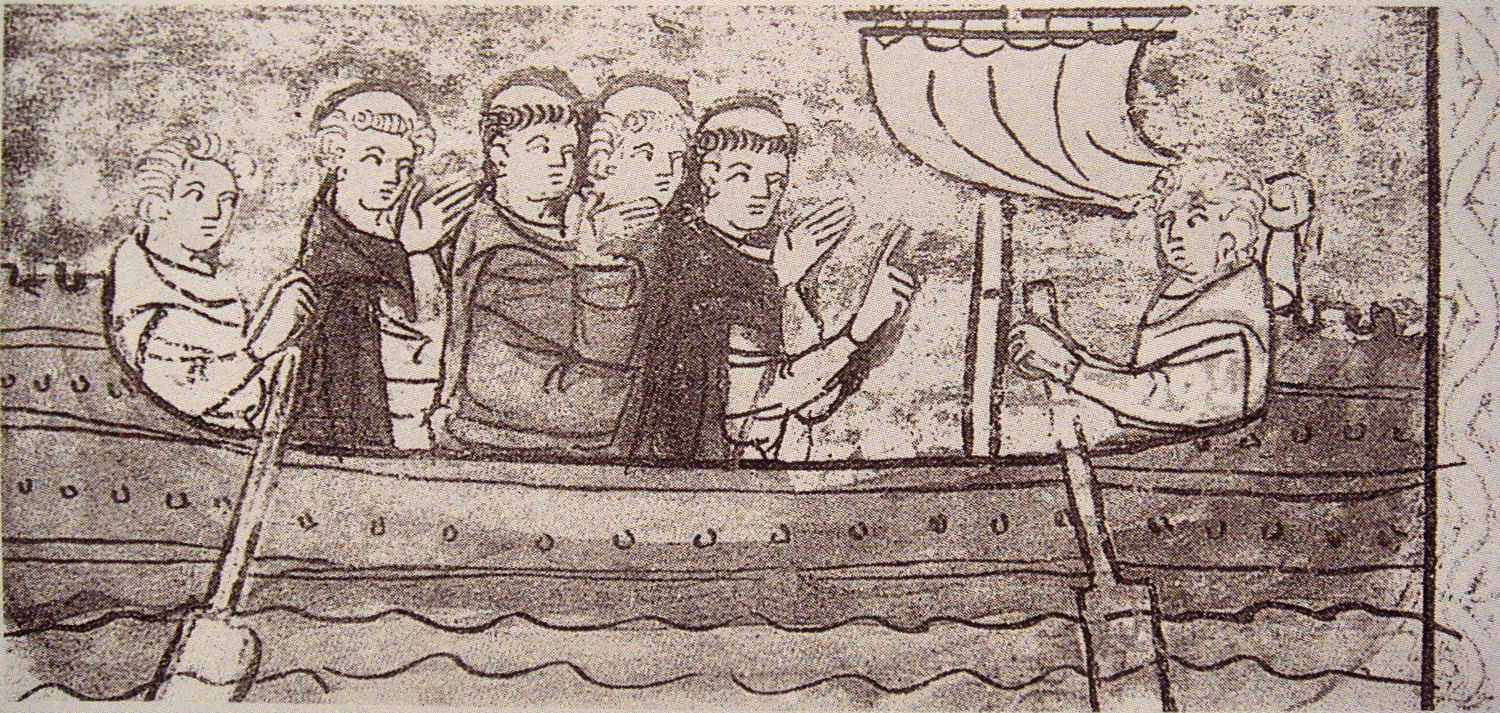
Avril : départ de Odoric de Pordenone

- Avril : le franciscain italien Odoric de Pordenone et ses compagnons quittent Padoue[4]. Ils traversent l’Asie centrale et la Perse, atteignent l’Inde, l’Insulinde et la Chine (1325). Odoric reste trois ans à Pékin. De retour à Padoue, il dicte ses mémoires, « Voyage en Asie », curieux mélange de légendes et d’observations très justes.
- 20 mai[5] : second procès d'Artois. Philippe V le Long reconfirme Mahaut d'Artois dans la possession de son comté. Son neveu Robert III d'Artois est à nouveau débouté.
- 9 juin : le pape Jean XXII fait paraître une bulle reconnaissant à Cambridge le statut d’université[6].
- 12 juin[7] : un raid russe contre Åbo en Finlande déclenche la guerre de Carélie (fin en 1323). Les Suédois entrent en guerre contre Novgorod.
- 17 juillet : en Iran, le ministre d'Abu Saïd Bahadur, Rashîd ed-Dîn est mis à mort par ses adversaires[8]. Le pays sombre dans l’anarchie féodale.
- 18 juillet : l'ordonnance de Pontoise réorganise le Conseil du roi de France[9].
- 21 juillet[3] : Robert Ier de Naples intervient pour secourir Gênes assiégée par les Gibelins. Investi de la seigneurie le 27 juillet, il place un vicaire à la tête de la république (fin en 1335).
- 25 juillet[10] : Padoue est dominée par les Carrara.
- 11 octobre : La conférence de Compiègne se déroule avec les envoyés du comte de Flandre[11].
- 14 octobre : défaite et mort d'Édouard Bruce à la bataille de Faughart.
- 22 novembre : accusé par Georges de Moscou de l’empoisonnement de la sœur du Grand Khan, Michel de Tver comparaît à la cour de la Horde d'or et est exécuté[12]. Georges est confirmé comme grand-prince.

- Création du Fondaco dei Tedeschi, important magasin établit près du Rialto à Venise[13].
- Fondation de Kilia par les Génois, port à l’embouchure du Danube (1318-1322)[14].
- Création en Grèce du duché de Néopatras, sous la suzeraineté du roi de Sicile[15].